# Ormosia melanocarpa
Ormosia melanocarpa är en ärtväxtart som beskrevs av Anthonia Kleinhoonte. Ormosia melanocarpa ingår i släktet Ormosia och familjen ärtväxter. Inga underarter finns listade i Catalogue of Life.